# Joe Strummer

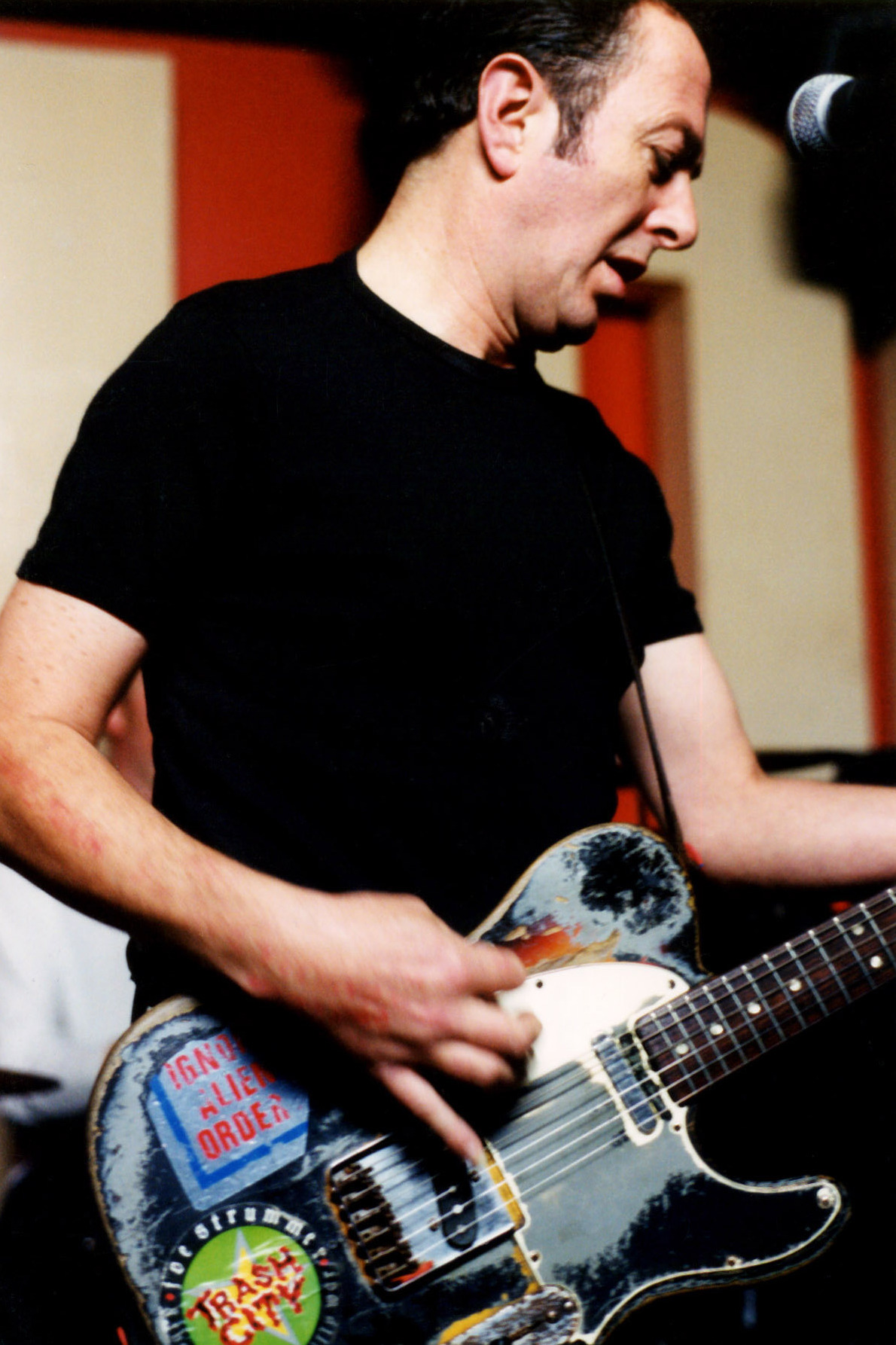
Joe Strummer cântând live

Joe Strummer (născut John Graham Mellor; 21 august 1952 – 22 decembrie 2002) a fost un muzician și actor britanic, cunoscut drept co-fondator al trupei englezești de punk rock The Clash, pentru care a fost vocalist, autor de versuri și instrumentist la chitară ritmică. Strummer a mai fost de asemenea membru al trupei The Mescaleros, și, pentru o scurtă perioadă, înlocuitorul lui Shane MacGowan la The Pogues.

## Biografie
Născut la Ankara, în Turcia, ca fiu al unui diplomat britanic, Mellor și-a petrecut anii copilăriei în regiunea engleză Surrey, fiind educat la un internat. O vreme, a urmat studii de arte vizuale la Londra - potrivit propriilor declarații a renunțat atunci când a considerat că se confrunta cu a lousy set up ("o situație mizerabilă").
Din primii ani ai vieții, viitorul Joe Strummer devenise interesat de muzică. O vreme, și-a câștigat existența cântând la ukulele pentru publicul de la stația de metrou londonez Green Park. Potrivit agenției de știri BBC News, și-a format urechea muzicală în acea perioadă.
A cântat mai apoi succesiv pentru două trupe, The Vultures și The 101ers, fiind inspirat să formeze The Clash în anul 1977, după ce 101ers, trupa pe care o conducea,  au participat la un concert alăture de influenta trupă The Sex Pistols. Noua trupă a lui Strummer, care îi mai cuprindea pe foștii membri London SS Mick Jones (chitară solo și voce), Paul Simonon (chitară bas) și Topper Headon (baterie, percuție) a devenit un succes al anilor 1970 și al începutului anilor 1980, cu 13 hituri în UK Top 40. Mellor adoptase numele de scenă din perioada petrecută alături de 101ers, împrumutând sensul cuvântului englezesc strummer (aprox. "zdrăngănitor"). În primele concerte, ei erau de regulă prezenți compania celor de la Sex Pistols și Siouxsie And The Banshees.
Reflectând problemele de clasă socială din și comentând împotriva disputelor rasiale, au captat atenția de la început, prin single-ul lor din 1977 - numit White Riot ("Revoltă albă"), el includea versurile all the power's in the hands/of people rich enough to buy it ("toată puterea se află în mâinile/persoanelor suficient de bogate pentru a o cumpăra"). Prin versurile din White Riot, The Clash se solidarizau cu tinerii de culoare din cartierul londonez Notting Hill, care fuseseră tratați dur de către poliția locală în timpul unei confruntări survenite în anul precedent.
În cântecele lor ulterioare, au făcut trimiteri la problema șomajului și la cea a inechității sociale. BBC News nota că, alături de Sex Pistols, The Jam și The Specials, componenții The Clash au creat "coloana sonoră a unei epoci". Aceeași sursă relata că: "Sex Pistols vor fi acaparat titlurile de ziar, dar The Clash au devenit vocea mai rezonabilă, mai inteligentă din punct de vedere muzical a unei generații". La moartea lui Strummer, cotidianul italian La Repubblica făcea constatarea că The Clash au putut să se adreseze unei foarte largi categorii de public, și compara impactul lor cu cel al predecesorilor de la The Who. Cel mai faimos cântec al lor, care le-a adus consacrarea, se numea London Calling și a fost lansat în 1979 (ajungând pe locul 11 în topul britanic). Potrivit muzicianului Billy Bragg, cunoscut la rândul său pentru implicările politice în cauzele de stânga, "În interiorul lui The Clash, Joe era motorul politic al trupei, și fără Joe nu există un Clash politizat și fără The Clash întregul tăiș politic al punk-ului ar fi fost extrem de tocit". Totodată, The Clash au căpătat recunoaștere pentru participarea la cauze sociale, cum ar fi concertele anti-rasiste cunoscute ca Rock Against Racism (unde au și fost cap de afiș). Semnificativ, albumul lor din 1980 a fost lansat sub numele Sandinista!, în cinstea grupării marxiste de gherilă a sandiniștilor, care reputase victoria militară în Nicaragua.
Cu timpul, Strummer și colegii săi au început să experimenteze cu alte genuri, creând fuziuni între punk, soul, reggae și chiar muzica dance. Mai târziu, au încorporat în sound-ul lor melodii cu tente jazz, blues, hip hop și rock 'n' roll. Acest demers a fost legat parțial de opțiunea pentru diversitate culturală enunțată de Strummer, fiind considerat ocazional ca o reflectare a demersului politic al trupei. Membrii trupei au devenit interesați și de obținerea recunoașterii în Statele Unite ale Americii, țară care le-a devenit accesibilă cu puțin înainte de spargerea trupei. Cel mai important succes The Clash în SUA a fost Should I Stay Or Should I Go, mai apoi folosit în campania de promovare a produselor Levi's.

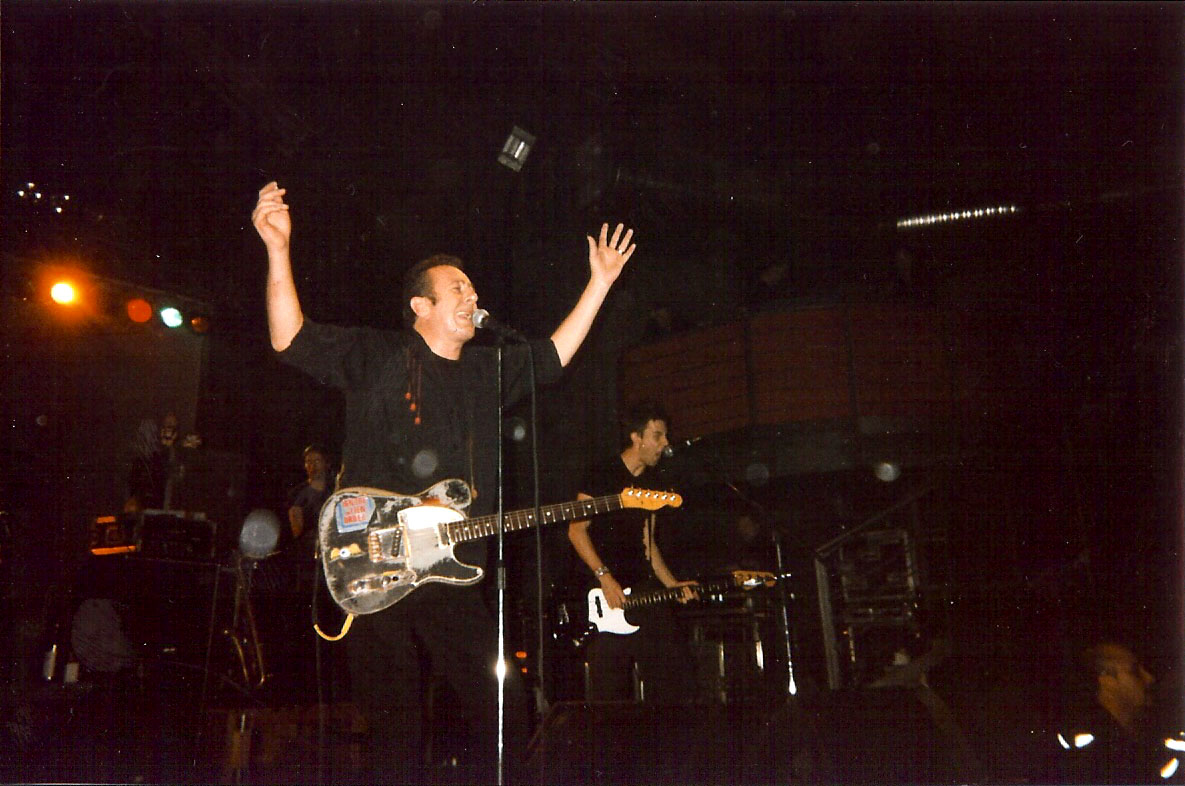
Joe Strummer şi The Mescaleros la Milano, 1999

Strummer și Jones au fost arestați de mai multe ori, în baza unor varii acuzații (mergând de la vandalism la furtul unei fețe de pernă). Ruptura din cadrul trupei a început să devină evidentă în jurul anului 1983, și s-a concretizat în concedierea lui Mick Jones de către Strummer însuși. Trei ani mai târziu, the Clash au lansat un ultim album, Cut The Crap, care nu a avut succes la public. Sfârșitul oficial a survenit în același an, Strummer urmând mai departe o carieră în muzică și film; pe parcursul anilor următori, a jucat în filme ca Walker și Straight to Hell (regizate de Alex Cox) și Mystery Train (regizat de Jim Jarmusch). Totuși, în octombrie 1986, Strummer a fost cooptat de Jones pentru a contribui la al doilea album al trupei sale, Big Audio Dynamite.
Scurta perioadă la The Pogues a fost urmată de o pauză în activitate, prelungită pe parcursul anilor 1990, cu o întrerupere în 1996 - în acel an, Strummer a înregistrat un cântec alături de trupa rock 'n' roll Black Grape. Totodată, a compus coloana sonoră pentru câteva filme. Ulterior, a înființat The Mescaleros, cu care a înregistrat două albume (un al treilea fiind în pregătire la momentul morții sale). Ultima trupă a lui Strummer se înscria în genul world music.
Joe Strummer a murit de un atac de cord la reședința sa din Broomfield, Somerset. Decesul a survenit în timpul în care aveau loc pregătirile pentru participarea la un concert aniversar în Africa de Sud, ținut pe Robben Island (fost loc de detenție al activistilui anti-apartheid Nelson Mandela). Familia lui Strummer a cerut ca persoanele care doreau să trimită jerbe la ceremonia funerară să nu o facă, rugându-i în schimb să contribuie cu fonduri la campania anti-SIDA gestionată de Mandela. Se pare că, puțin înainte de decesul său, Strummer discutase cu ceilalți foști membri The Clash o reuniune ocazională, prilejuită de anunțata includere a trupei în Rock And Roll Hall Of Fame (planificată pentru anul 2003, și concomitentă cu primirea trupei americane Ramones).
În 2007, un film documentar avându-l ca subiect pe Joe Strummer a fost scos pe piață. Intitulat Joe Strummer - The Future Is Unwritten, el a fost regizat de către Julien Temple (cunoscut și pentru producțiile sale de videoclipuri, ca și pentru câteva alte filme dedicate unor muzicieni britanici cunoscuți).

## Discografie
- Sid and Nancy Soundtrack (1986)
- Walker (1987)
- Straight to Hell Original Soundtrack (1987)
- When Pigs Fly Soundtrack (1993)
- Chef Aid: The South Park Album (3 noiembrie 1998)